# Gagaku (album)
A Gagaku (雅楽) Miyavi japán rockzenész első szólólemeze, mely 2002. október 31.-én jelent meg.

## Számlista
Az összes szám szerzője Miyavi. 
| #   | Cím                                             | Hossz |
| --- | ----------------------------------------------- | ----- |
| 1.  | Hatacsi kinenbi (二十歳記念日)                  | 3:06  |
| 2.  | Coin Lockers Baby (コインロッカーズベイビー)    | 2:39  |
| 3.  | Kuszare gedó he (腐れ外道へ。)                  | 2:25  |
| 4.  | Night in Girl                                   | 2:14  |
| 5.  | Girls, Be Ambitious                             | 4:26  |
| 6.  | Oreszama sikó (オレ様思考)                      | 2:03  |
| 7.  | Gariben rock (ガリ勉ロック)                     | 3:56  |
| 8.  | Onpu no tegami (♪の手紙)                        | 4:24  |
| 9.  | Sokubucu ningen M no Theme (植物人間Ｍのテーマ) | 4:02  |
| 10. | Dear from... XXX (bónuszdal)                    | 5:52  |